# اقیانوس کیهانی

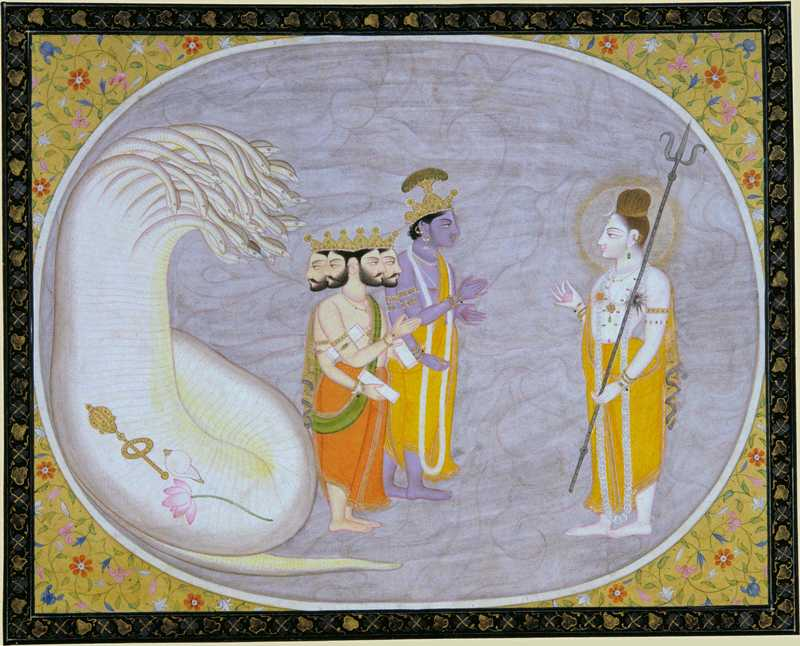
The Cosmic Ocean Reveals Brahma, Vishnu, Shiva (opaque watercolor and gold on paper, San Diego Museum, 1835).

اقیانوس کیهانی، دریای کیهانی، آب‌های نخستین یا رودخانهٔ آسمانی، (انگلیسی: Cosmic ocean) یک بن‌مایهٔ اسطوره‌ای است که نمایانگر جهان یا کیهان است که توسط یک اقیانوس عظیم نخستین احاطه شده است. اقیانوس کیهانی که اشاره به آن در بسیاری از فرهنگ‌ها و تمدن‌ها یافت می‌شود، قبل از خلقت زمین وجود داشته است. زمین و تمامی کیهان از آب‌های نخستین پدید آمده‌اند. اقیانوس کیهانی نمایانگر یا مظهر هرج و مرج است.
اقیانوس کیهانی در اساطیر ایزیدی، اهل حق، علوی، اساطیر مصر باستان، اساطیر یونان باستان، اساطیر کنعانی، اساطیر هندو باستان، ایران باستان، سومری، زرتشتی، اساطیر روم باستان و بسیاری از اساطیر جهان دیگر شکل می‌گیرد.
اولویت اقیانوس در برخی از اسطوره‌های آفرینش با مدل کیهانی زمین احاطه شده توسط اقیانوس جهانی مطابقت دارد. آسمان اغلب به عنوان چیزی شبیه دریای بالایی تصور می‌شود. مفهوم هرج و مرج آبی همچنین زیربنای بن‌مایهٔ گسترده سیل جهانی است که در زمان‌های اولیه رخ داده است. پیدایش زمین از آب و مهار سیل جهانی یا آب‌های زیرزمینی معمولاً به عنوان عاملی در نظم کیهانی ارائه می‌شود.

## پیشینه
در متون آفرینش باستانی، آب‌های اولیه اغلب به عنوان آب‌هایی که کل جهان را پر کرده‌اند و اولین منبع خدایان هستند، نمایش داده می‌شوند. عمل آفرینش، ایجاد فضایی قابل سکونت جدا از آب‌های احاطه‌کننده است. اقیانوس کیهانی، شکل جهان قبل از خلقت است.